# Halldór Laxness
Halldór Kiljan Laxness (født Halldór Guðjónsson 23. april 1902, død 8. februar 1998) var en islandsk forfatter fra Mosfellsbær nær Reykjavik. Laxness modtog i 1955 nobelprisen i litteratur. 
På 68 år skrev Laxness skrev 62 bøger, som er oversat til 43 sprog. Bøgerne er vigtige for islandsk kultur, og de fleste islændinge har læst ét eller flere af hans værker. 
Halldór Laxness' hjem Gljúfrasteinn i Mosfellsbær er i dag et statsejet museum.

## Værker oversat til dansk
- Salka Valka, 1934
- Frie mænd, 1935
- Asta Sollilja, 1936
- Verdens lys, 1937
- Sommerlandets slot, 1938
- Det russiske eventyr: Mindeblade, 1939
- Himlens skønhed, 1941
- Noveller, 1944
- Silden, 1945
- Islands klokke, 1946
- Den lyse mø, 1947
- København brænder, 1948
- Organistens hus, 1952
- Kæmpeliv i nord, 1955
- Napoleon Bonaparte, 1956
- Den gode frøken og huset, 1957
- År og dage i Brattekåd, 1957
- Det genfundne paradis, 1960
- De islandske sagaer og andre essays, 1963
- En digters opgør, 1964
- Vildfarelse på Vestfjordene, 1966
- Vølvens spådom på hebraisk, 1966
- Gunstigt vejr, (novelle) 1968
- Svavar Gudnason: et udvalg af billeder, 1968
- Syv tegn, 1968
- Kristenliv ved jøkelen, 1969
- Indensognskrønike, 1971
- Vinlandsnotater og andre middelalderlige randbemærkninger, 1972
- Guds gode gaver: en essaysroman, 1973
- Den store væver fra Kashmir, 1975 (opr. udgivet 1927)
- En vision i dybet, 1975
- Fløjtespilleren: Fire noveller, 1977
- Hjemme på Tunet, 1977
- Syvmestrekrøniken: to erindringsromaner, 1981
- Mit græske år: roman, 1983
- Fortid og nutid: essays, 1986
- Frie folk, 2024